# Ceresium nilgiriense
Ceresium nilgiriense là một loài bọ cánh cứng trong họ Cerambycidae.